# シン・ジフ
シン・ジフ（신지후、SHIN JI HOO、1987年 - ）は、韓国のシンガーソングライター。作曲家・作詞家・編曲家。
男性デュオ「POSTMEN」メインボーカル。

## 主な作品
作詞・作曲・編曲　　
キム・ホジュン「満開」
神野美伽「僕をひとりにしないで」
作曲・編曲　　　　　
EXIT「I got it get it」
キム・ジェファン「Black Sky」
歌唱　
シン・ジフ「Time to Fly」
POSTMEN「新村には行けない」